# ПОМ-2
ПОМ-2 — семейство противопехотных осколочных мин советского производства 1980-х годов дистанционного минирования с радиусом кругового поражения до 16 метров, инженерный боеприпас. Минирование основной ПОМ-2 модификации мины вручную не предусмотрено, для этого используются боеприпасы, содержащие кассеты ПОМ-2, для разворачивания на местности. ПОМ-2Р является модификацией, предназначенной для ручной установки, в которой, однако, отсутствует взрывной стабилизатор положения. Существуют разные модификации ПОМ-2Р, включающие в состав как поражающие, так и дымовые средства. Наличие средства самоликвидации зависит от варианта мины.

## Описание
Мина, содержащая взрывчатое вещество и поражающие элементы, представляет собой небольшую кассету в цилиндре со свёрнутыми лапками, выбрасываемую из цилиндрического кассетного инженерного снаряда.

### Разворачивание
Мина устанавливается средствами дистанционного минирования из кассетных инженерных боеприпасов в массовом порядке, такими, например, как УМЗ или УГМЗ.
Применяется также стрельба реактивными снарядами, содержащими ПОМ-2 кассеты, из РСЗО. Кроме того, постановка минных заграждений ПОМ-2 производится авиационными системами минирования ВСМ-1, а также БКФ-ПОМ-2 «Амга-2» (контейнерные блоки для КМГУ).

### Механизм
В мине предусмотрен стабилизатор мины для её выставления в вертикальном положении после выброса из кассетного снаряда. Датчики цели представляют собой 4 тонкие капроновые нити длиной 10 метров каждая. Нити разбрасываются автоматически как на дорожном покрытии (асфальтобетонном, щебёночном и укатанном обледенелом), так и на полу в помещениях (паркет, линолеум, ковровое покрытие).

### Поражающая часть
Принцип поражения круговой осколками корпуса и готовыми убойными элементами (шарики или ролики), размещёнными по стенкам корпуса с внутренней его стороны. В тот момент, когда человек, зацепившись ногой, заденет один из датчиков цели (тонкие обрывные провода), происходит подрыв мины.

### Самоликвидатор
ПОМ-2 мина неизвлекаемая и необезвреживаемая с временем самоликвидации от 4 до 100 часов с момента установки. В мине предусмотрен гидромеханический самоликвидатор.

## Модификации

### ПОМ-2Р
Подсемейство ПОМ-2Р мин ручной установки с использованием устройство ручного пуска (УРП). Каждая кассета разворачивается по отдельности.

## ТТХ
| Характеристика                      | Значение                   |
| ----------------------------------- | -------------------------- |
| Корпус                              | металлический              |
| Масса                               | 1,5 кг                     |
| Масса взрывчатого вещества (тротил) | 140 г                      |
| Диаметр                             | 6,3 см                     |
| Высота корпуса                      | 18 см                      |
| Длина датчика цели (в одну сторону) | (каждого из четырёх) 9,5 м |
| Чувствительность                    | 350—450 г                  |
| Радиус сплошного поражения          | до 16 м                    |
| Температурный диапазон применения   | −40…+50 °C                 |